# Taghring
Taghring (en népalais : ताघ्रिङ) est un comité de développement villageois du Népal situé dans le district de Lamjung. Au recensement de 2011, il comptait 2 318 habitants.